# Museo de la Guerra Victoriosa
El Museo de la Guerra Victoriosa, o Museo de la Guerra de Liberación de la Patria Victoriosa, es un museo histórico militar dedicado a la Guerra de Corea ubicado en la ciudad capital de Corea del Norte, Pyongyang.

## Historia
Se estableció por primera vez en agosto de 1953 en el Distrito Central de Pyongyang, inicialmente llamado "Museo de la Guerra de Liberación de la Patria". En abril de 1963, se trasladó al distrito de Sosong y se restableció en un complejo de edificios especialmente diseñado.
En 2014, fue renovado y mejorado significativamente, incluyendo en el nuevo diseño un edificio que atraviesa el cercano río Botong y una gran sala de exhibición de estilo panorámico en la parte superior.

## Exhibiciones
Su carácter general e influencia reflejan la visión oficial norcoreana de su éxito en la lucha contra su enemigo estadounidense y su estado títere de Corea del Sur, y gran parte del museo presenta las victorias de Corea del Norte y sus fuerzas armadas sobre sus enemigos, que son mostrados completamente derrotados por el poder de la RPDC. Esto se puede observar en una exhibición que muestra una gran cantidad de armas y cascos de combate apilados, pertenecientes a la infantería estadounidense, presentando la idea de las graves bajas sufridas por el ejército estadounidense en la guerra de Corea.
Las exhibiciones incluyen un diorama a escala real de 360 grados de la Batalla de Taejon durante la guerra de Corea, junto con exhibiciones de equipo militar norcoreano utilizado en ese conflicto, como tanques soviéticos T-34/85, artillería antiaérea, embarcaciones navales y aviones de combate. También se exhiben varios equipos militares estadounidenses (y algunos británicos) capturados, como los tanques M26 Pershing, M4 Sherman y M24 Chaffee, un antiguo vehículo blindado de transporte de personal (APC) del Ejército Británico Universal, junto con algunas armas de artillería y aviones de las fuerzas de la ONU dirigidas por Estados Unidos en el conflicto contra Corea del Norte. Además de las muchas estatuas, figuras, murales y artefactos en el museo, una exhibición importante es USS Pueblo, un buque de la Armada de los Estados Unidos capturado por Corea del Norte cuando supuestamente ingresó a sus aguas territoriales en enero de 1968. Los visitantes locales y extranjeros del museo pueden abordar el barco, que permanece en el río junto al museo, y entrar y ver la sala de códigos secreta del barco (que contiene información e inteligencia militar clasificada a bordo) artefactos del antiguo barco y tripulación, que ahora se exhiben, como una bandera de Estados Unidos.